# Plage des Galbas
La plage des Galbas est une plage de la Guadeloupe située à Sainte-Anne en Grande-Terre.

## Géographie
La plage se situe entre la plage de la Caravelle et la plage du Bourg. Bordée par le port de pêche des Galbas, elle est moins fréquentée que les deux autres plages citées.

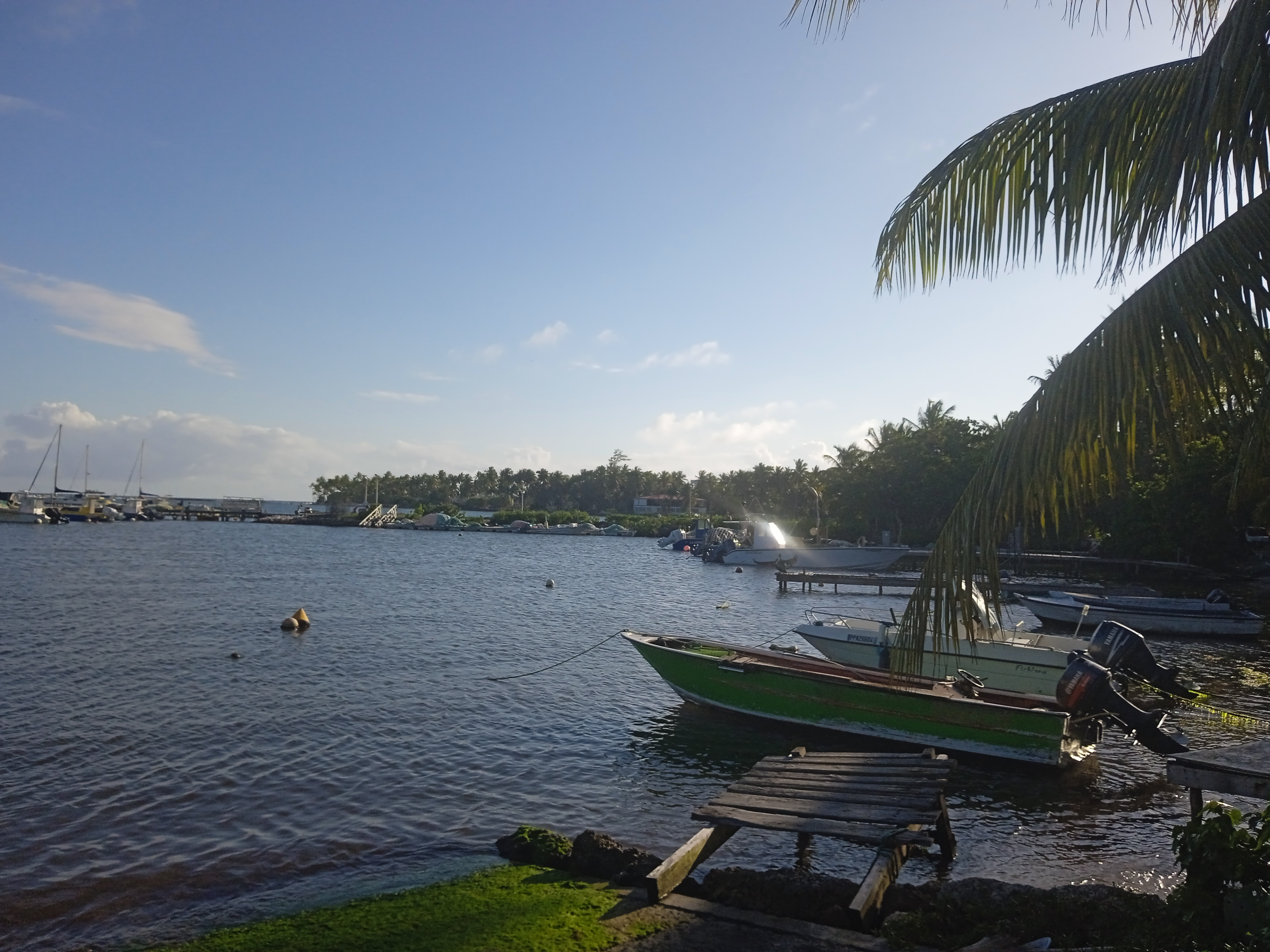
Port des Galbas.
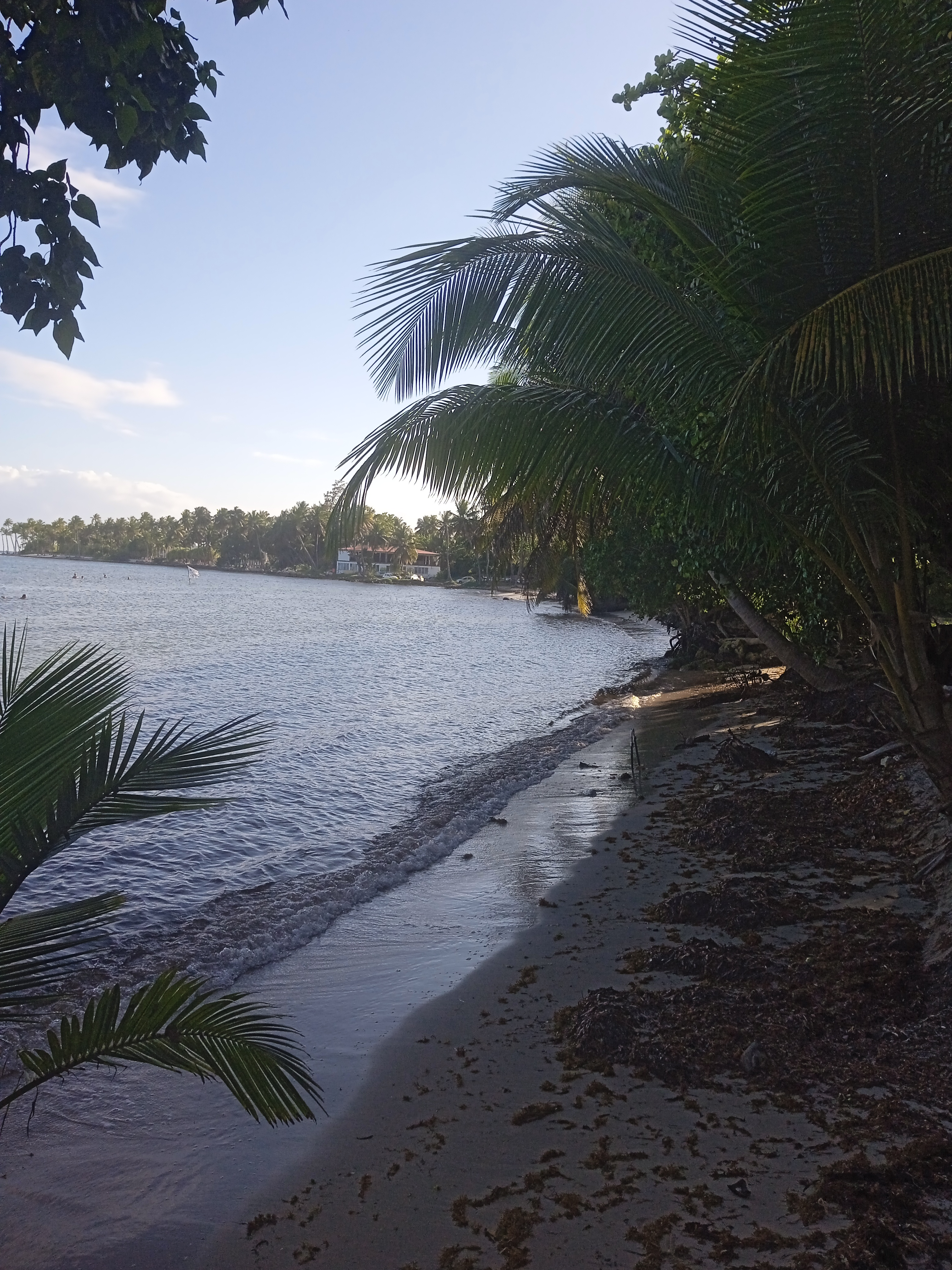
Plage des Galbas.
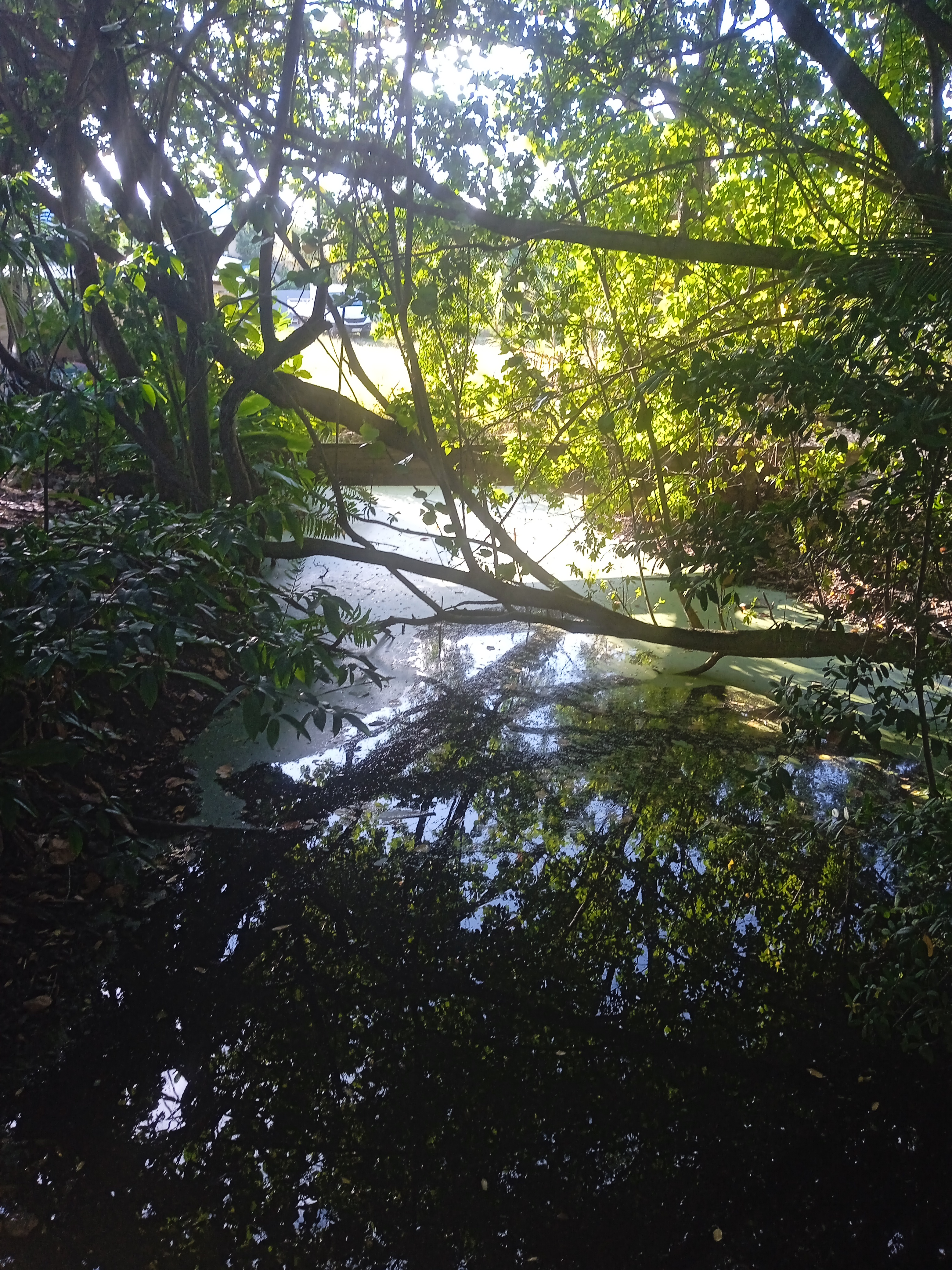
Ravine sans nom débouchant à la plage des Galbas.
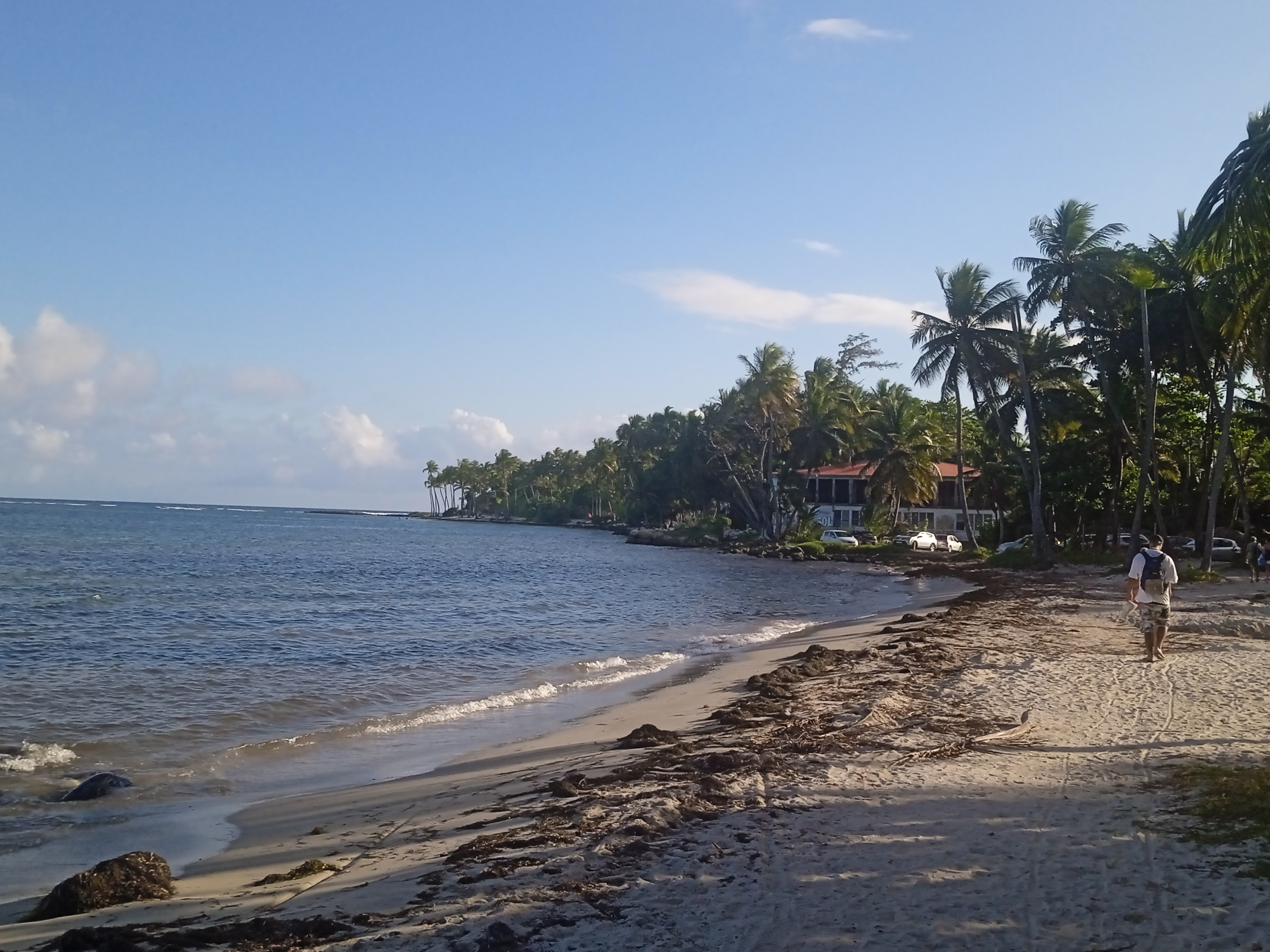
Étang Baghio et pointe de l'Accul.